# Sing the Sorrow
Sing the Sorrow (с англ. — «Грустное песнопение») — шестой студийный альбом американской рок-группы AFI, выпущенный 11 марта 2003 года на лейбле DreamWorks Records. Альбом был записан с 2002 по 2003 год в студии United Western Recorders в городе Лос-Анджелес, штат Калифорния, продюсерами Джерри Финном и Бутчем Вигом.
Альбом снискал огромную популярность среди слушателей, благодаря чему группа попала в мейнстрим. За первую неделю после выпуска Sing the Sorrow было продано 96 000 копий альбома в Соединённых Штатах.

## Об альбоме
Sing the Sorrow сильно отличается от ранних альбомов группы. Саунд альбома переключился на альтернативный рок. Также альбом включает в себя такие экспериментальные песни, как «The Spoken Word» — поэму под аккомпанемент пианино и «This Time Imperfect» — балладу с длинным входом и выходом.

## Приём
| Совокупная оценка             | Совокупная оценка |
| Источник                      | Оценка            |
| ----------------------------- | ----------------- |
| Metacritic                    | 81/100            |
| Оценки критиков               |                   |
| Источник                      | Оценка            |
| AllMusic                      | [ 3 ]             |
| Alternative Press             | 5/5               |
| Blender                       | [ 8 ]             |
| Entertainment Weekly          | D                 |
| Los Angeles Times             | [ 10 ]            |
| Q                             | [ 11 ]            |
| Rolling Stone                 | [ 12 ]            |
| The Rolling Stone Album Guide | [ 13 ]            |
| Slant Magazine                | [ 1 ]             |
| Spin                          | B+                |

Большинство музыкальных критиков высоко оценили альбом группы. На сайте Metacritic альбому было отдано 81 голосов из 100, основываясь на 11 рецензиях с пометкой «всеобщее признание». E! Online назвал его «хорошо продуманным сочетанием хардкорного буйства, решительной мелодии и гимнического величия, которое может похвастаться глубиной и текстурой, редко слышимой в турах рода Warped Tour».
Alternative Press дал максимальный балл альбому, сказав следующее: «Sing the Sorrow возвышается с такими мелодиями, из которых сделаны синглы, но он каким-то образом сохраняется с эзотерической мрачностью группы». Рецензент музыкального сайта AllMusic Джонни Лофтус дал альбому 4 звезды из 5, описав Sing the Sorrow «завершающей частью линьки AFI, которая началась с релиза Black Sails in the Sunset» и пришёл к выводу, что «какие бы фракции преданных поклонников группы ни думали о своей принадлежности к мейджор-лейблу, Sing the Sorrow представляет собой объединённое звучание группы».
Журнал Rolling Stone оценил альбом на 4 из 5 балла, заявив, что «Sing the Sorrow — это не совсем концептуальный альбом, но у него есть единая мрачноватая цель, которая набирает обороты на протяжении всей пластинки». В музыкальном журнале The New York Times Sing the Sorrow был назван одним из десяти лучших альбомов 2003 года.
Однако Entertainment Weekly дал низкую оценку «D», аргументируя это тем, что песни на альбоме «сочетают в себе самые претенциозные и перегруженные элементы своих влияний».
Октябрьский номер (2006 года) Guitar World поместил альбом на 77 место в своём «списке 100 лучших гитарных альбомов на все времена».

## Список композиций
Все тексты написаны Дэйви Хэвоком, вся музыка написана группой AFI.
| №                   | Название                                                                                    | Длительность |
| ------------------- | ------------------------------------------------------------------------------------------- | ------------ |
| 1.                  | «Miseria Cantare - The Beginning»                                                           | 2:58         |
| 2.                  | «The Leaving Song Pt. II»                                                                   | 3:31         |
| 3.                  | «Bleed Black»                                                                               | 4:16         |
| 4.                  | «Silver and Cold»                                                                           | 4:12         |
| 5.                  | «Dancing Through Sunday»                                                                    | 2:27         |
| 6.                  | «Girl's Not Grey»                                                                           | 3:11         |
| 7.                  | «Death of Seasons»                                                                          | 4:00         |
| 8.                  | «The Great Disappointment»                                                                  | 5:27         |
| 9.                  | «Paper Airplanes (makeshift wings)»                                                         | 3:58         |
| 10.                 | «This Celluloid Dream»                                                                      | 4:12         |
| 11.                 | «The Leaving Song»                                                                          | 2:44         |
| 12.                 | «...but home is nowhere» (содержит скрытые треки «The Spoken Word» и «This Time Imperfect») | 15:06        |
| Общая длительность: | Общая длительность:                                                                         | 56:01        |

## Би-сайды и неизданные композиции
- Демо-версии песен «Synesthesia», «This Celluloid Dream», «The Great Disappointment», «Paper Airplanes (makeshift wings)», «…but home is nowhere», и «The Leaving Song» могут быть найдены в синглах с альбома.
- Другая версия песни «Now the World» может быть найдена на пластинке 336 EP и в сингле «Girl’s Not Grey».
- «Reivers Music», как и «Now the World», можно найти на пластинке 336 EP и в сингле «Girl’s Not Grey», а также в ограниченном издании альбома на DVD.
- Трек «Rabbits are Roadkill on Route 37» записан во время сессий Sing the Sorrow, но был издан только в компиляции MySpace Records Volume 1 в ноябре 2005 года, а затем как бонус во многих изданиях альбома Decemberunderground. Однако название трека можно найти в буклете Sing the Sorrow рядом с перечёркнутым рисунком кролика.
- Трек «Carcinogen Crush» записан во время сессий Sing the Sorrow, но группа посчитала, что песня не подойдёт к альбому. Вскоре она была перезаписана во время сессий Decemberunderground, но всё равно осталась неизданной[16]. В первый раз была издана как бонус-трек к видеоигре Guitar Hero III: Legends of Rock, а также в качестве доступного для загрузки сингла 4 декабря 2007 года. Позже появилась в японском издании альбома Crash Love, а также в первом варианте ограниченного британского сингла «Medicate». Джейд Пьюджет подтвердил в блоге, что Хантер Бёрган в одиночку написал слова к песне. Версия с сессий Sing the Sorrow так и не была выпущена.
- Трек «100 Words» записан во время сессий Sing the Sorrow, и был выпущен только через 6 лет на втором диске делюкс-версии альбома Crash Love. Примечателен тот факт, что вступительный трек «Miseria Cantare» содержит 100 слов.

## Участники записи
| группа AFI - Дэйви Хэвок — вокал - Джейд Пьюджет — гитара, клавишные, музыкальное программирование, исполнительный продюсер - Хантер Бёрган — бэк-вокал, бас-гитара - Адам Карсон — бэк-вокал, перкуссия, барабаны Приглашённые музыканты - Сьюзи Катаяма — скрипка - Роджер Джозеф Мэннинг-младший — дополнительные клавишные («…but home is nowhere») - Анна-Лайн Уиллиямс — вокал - Ник 13 — бэк-вокал - Джефф Кресге — бэк-вокал - Крис Холмс — бэк-вокал, помощник инженера - Ральф Саинз — бэк-вокал - Мэтт Веджли — бэк-вокал - Стив Каннингем — бэк-вокал - Церковь святого Майлеона — хор - Гибсон Кэйсиан — spoken word - Ганс Уолд — spoken word | Продакшн - Джерри Финн — бэк-вокал, продюсер, микширование - Бутч Виг — бэк-вокал, продюсер - Джо МакГрат — бэк-вокал, запись - Алан Мэйсон — помощник инженера, помощник техника - Дэн Чейс — помощник инженера - Стэйси Доддс — вокодер («Death of Seasons»), помощник инженера - Алан Сандерсон — помощник инженера - Гарнер Натсен — ударный техник - Майк Фасано — ударный техник - Брайан Гарднер — мастеринг - Люк Вуд — бэк-вокал, A&R - Джейсон Ното — арт-директор, дизайн обложки - Даг Каннингем — арт-директор, дизайн обложки - Алан Форбс — художественная иллюстрация - Мэттью Уэлш — фотограф |

## Позиции в чартах и награды
| Чарт                    | Позиция в чартах |
| ----------------------- | ---------------- |
| Australian Albums Chart | 65               |
| Canadian Albums Chart   | 10               |
| UK Albums Chart         | 52               |
| US Billboard 200        | 5                |

| Страна    | Ассоциация | Сертификат |
| --------- | ---------- | ---------- |
| Австралия | ARIA       | Золото     |
| Канада    | CRIA       | Платина    |
| США       | RIAA       | Платина    |